# Tiling (cráter)

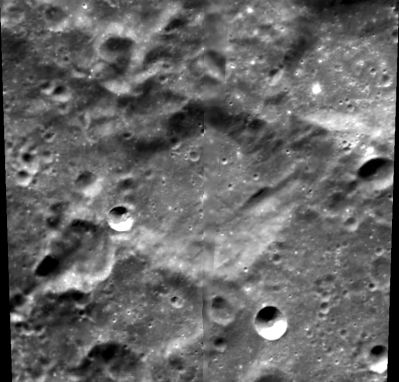
Fotografía de la misión Clementine (1994)

Tiling es un pequeño cráter de impacto, no especialmente destacado en la ubicación que ocupa sobre la cara oculta de la Luna. Se localiza a un diámetro al norte-noreste del prominente cráter Fizeau. 
|  |

Su borde exterior está desgastado y redondeado, con un pequeño cratercillo atravesando el borde occidental. El suelo interior es relativamente plano y sin rasgos distintivos, con tan solo un pequeño impacto entre el borde oriental y la pared interior.
Al noreste de Tiling se localiza una grieta con rumbo noreste que interrumpe la superficie. Varias de estas grietas surcan el terreno irregular al este y al noreste del cráter, todas ellas dispuestas radialmente con respecto a la cuenca de impacto del Mare Orientale, situado más al norte.

## Cráteres satélite
Por convención estos elementos son identificados en los mapas lunares poniendo la letra en el lado del punto medio del cráter que está más cercano a Tiling.
|        | \| Tiling \| Coordenadas \| Diámetro \| \| ------ \| -------------------------------- \| -------- \| \| C \| 50°24′S 129°42′O / -50.4, -129.7 \| 21 km \| \| D \| 52°00′S 131°12′O / -52.0, -131.2 \| 34 km \| \| F \| 52°18′S 129°00′O / -52.3, -129.0 \| 17 km \| \| G \| 53°00′S 128°36′O / -53.0, -128.6 \| 14 km \| |          |
| Tiling | Coordenadas | Diámetro |
| C      | 50°24′S 129°42′O / -50.4, -129.7 | 21 km    |
| D      | 52°00′S 131°12′O / -52.0, -131.2 | 34 km    |
| F      | 52°18′S 129°00′O / -52.3, -129.0 | 17 km    |
| G      | 53°00′S 128°36′O / -53.0, -128.6 | 14 km    |